# Poffertjes
Poffertjes jsou malé lívanečky, které jsou ovšem na rozdíl od těch tradičních sladší a také tlustší, protože se připravují z kynutého těsta. Během přípravy se otáčejí, pokud není těsto úplně tuhé. Proto jsou uvnitř měkčí a mají kulatý tvar.
Poffertjes se většinou podávají s moučkovým cukrem, máslem a případně se sirupem. Ačkoli původně pocházejí z Francie, jsou považovány za typický nizozemský pokrm. Na jejich přípravu je nutné mít speciální pánev. Jedná se o kulatý litinový plát s uchy a kulatými prohlubněmi. V současné době jsou k dostání i varianty z litého hliníku a teflonu.
V restauracích a na stáncích se poffertjes dělají na velkých plátech, aby bylo možné připravit jich rychle větší množství. Tyto desky nebývají na rozdíl od těch na domácí použití z litiny či litého hliníku, ale z mědi.
I jiné země mají pokrmy, které se podobají poffertjes, například dánský Æbleskiver, švědská Munkarna či norský Munker.